# 雅特伊
23°53′27″S 54°24′14″W / 23.89083°S 54.40389°W
雅特伊（葡萄牙語：Jateí），是巴西的城鎮，位於該國西部，由南馬托格羅索州負責管轄，始建於1963年11月11日，面積1,928平方公里，海拔高度396米，2013年人口4,051，人口密度每平方公里2.08人。